# Lokiceratops
Lokiceratops („Lokiho rohatá tvář“) byl centrosaurinní rohatý dinosaurus, spadající do kladu Albertaceratopsini. Je znám ze severoamerického souvrství Judith River, datovaného do pozdně křídového geologického věku kampán (~78 Ma). Jednalo se o velkého stádního býložravce, podobně jako v případě většiny jeho vývojových příbuzných. Formálně byl tento ceratopsid popsán v červnu roku 2024. Typový exemplář nese označení EMK 0012 a jedná se o nekompletní lebku a postkraniální části kostry, objevené v roce 2019 v oblasti Kennedy Coulee na severu Montany (nedaleko kanadských hranic).

## Popis

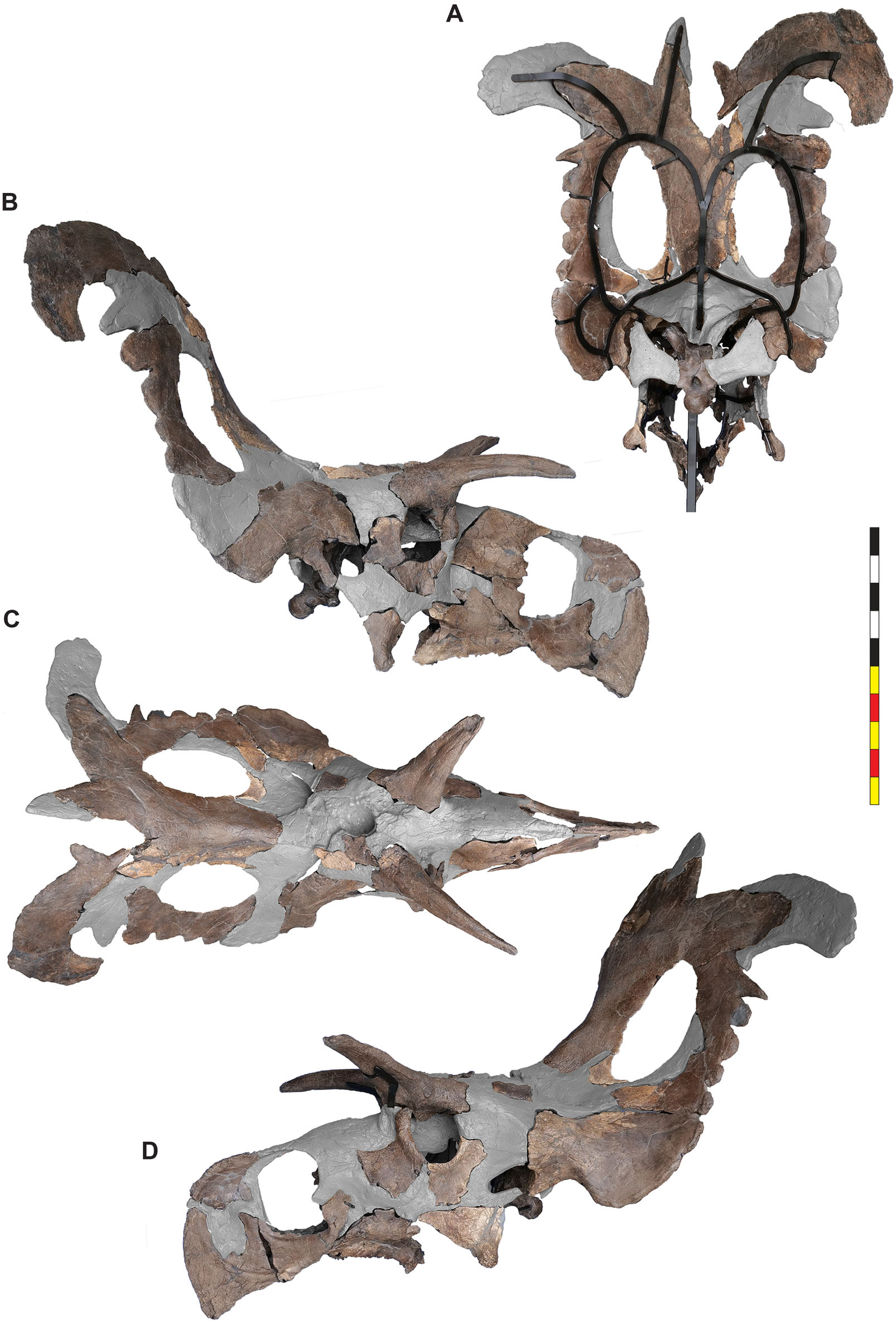
Lokiceratops (rekonstruovaná lebka).

Lokiceratops dosahoval délky asi 6,7 metru, a samotná lebka i s "krčním límcem" byla dlouhá bezmála 2 metry (přesněji 192 až 199 cm). Samotná lebka bez límce měřila na délku 95 cm. Hmotnost tohoto velkého ceratopsida pak činila asi 5000 kilogramů. Lokiceratops tak byl výrazně větší (zhruba o 20 % delší) než jeho příbuzný Medusaceratops a patřil vůbec k největším dosud známým zástupcům podčeledi Centrosaurinae. Většina jeho příbuzných (jako byl Albertaceratops) dosahovala délky do 6 metrů a hmotnosti kolem 3500 kg.